# Сонипат
Сонипат (хинд. सोनीपत) је град у Индији у држави Харајана. Према незваничним резултатима пописа 2011. у граду је живело 277.053 становника.

## Становништво
Према незваничним резултатима пописа, у граду је 2011. живело 277.053 становника.
| 1991.   | 2001.   | 2011.   |
| ------- | ------- | ------- |
| 143.922 | 214.974 | 277.053 |